# The Arcade (Massachusetts)
The Arcade ist ein 1871 errichtetes Gebäude in Oak Bluffs im Bundesstaat Massachusetts der Vereinigten Staaten. Es wurde 1994 in das National Register of Historic Places aufgenommen.

## Architektur
Das im Hinblick auf seine Größe und die architektonischen Details hervorstechendste Gebäude der Umgebung steht auf der Westseite der Circuit Avenue im Zentrum des Gewerbegebiets von Oak Bluffs.

### Außengestaltung
Es weist in seiner ursprünglichen Ausgestaltung einen quadratischen Grundriss auf und verfügt über drei Stockwerke, die ebenso wie das Dach aus Holz auf einem steinernen Fundament errichtet wurden. Auf der Rückseite wurde 1981 ein einstöckiger Anbau hinzugefügt; kleinere Anbauten auf der Nordseite stammen aus den Jahren 1880 und 1980. Ein offener Durchgang führt ebenerdig von der Circuit Avenue durch die Mitte bis auf die Hinterseite des Gebäudes.
Das zweistufige Satteldach ist mit Schindeln aus Zedernholz gedeckt, und auch die Seiten des Gebäudes sind mit Holzschindeln verkleidet. Die ersten beiden Etagen erstrecken sich über drei Joche, während das oberste Stockwerk ein einzelnes Joch in der Mitte des Gebäudes bildet und über ein steiles Satteldach verfügt. Die zweigeteilten, hölzernen Schiebefenster sind weitgehend symmetrisch über das Gebäude verteilt.
Die östliche Fassade wird von einem über alle drei Stockwerke aufragenden Vorbau dominiert, der auf jeder Etage eine Veranda bildet und mit gotischen Details – unter anderem kunstvoll geschnitzte Ortgänge und Balustraden – verziert ist. Im Erdgeschoss befinden sich jeweils links und rechts des Durchgangs Schaufenster dort ansässiger Geschäfte.
Bereits seit 1890 ragt das nördliche der beiden Geschäfte bis zu den Stützen des Vorbaus. Der Eingang und die Schaufenster wurden im Laufe der Jahre mehrmals verändert, bis sie um 1980 jeglichen historischen Bezug verloren hatten. 1981 wurden sie im Rahmen eines umfangreichen Restaurierungsprogramms gemeinsam mit weiteren Teilen des Hauses wieder in ihr ursprüngliches Aussehen zurückversetzt. Die Fassade des südlichen Geschäfts besteht aus einer großen, einteiligen Schaufensterscheibe und einem Seiteneingang mit einer verglasten Holztür.
Im ersten Stock befindet sich in der Mitte ein Eingang mit einer spitzbogenförmigen Doppeltür, die zu beiden Seiten unmittelbar anschließend von kleineren Fenstern flankiert wird. Links und rechts der Tür befinden sich zudem Schiebefenster zu den dahinterliegenden Räumen. Den oberen Abschluss aller drei Öffnungen bilden überstehende Giebeldreiecke mit ausgeschnittenen Ornamenten. Im dritten Stock befindet sich über dem zentral platzierten Eingang ein Rundfenster. Die Tür wird von zwei schmalen Schiebefenstern flankiert. Die anderen Seiten des Gebäudes sind weitaus weniger aufwendig gestaltet und weisen kaum Verzierungen auf.

### Innengestaltung
Die Originalpläne der Raumaufteilung im Erdgeschoss des Gebäudes sind nicht erhalten. Es ist jedoch bekannt, dass sich bereits 1884 im Erdgeschoss mehrere Handelsgeschäfte angesiedelt hatten; während sich auf der Nordseite des Durchgangs ein einziges Geschäft befand, gab es auf der Südseite drei kleinere Räume, die wahrscheinlich von unterschiedlichen Mietern belegt waren. Die Verkaufsräume wurden mit den Jahren fortwährend verändert sowie Wände hinzugefügt bzw. entfernt. Heute weist der südliche Bereich wieder drei einzelne Geschäftsräume auf, die in ihrer Aufteilung dem historischen Vorbild entsprechen. Der zentrale Treppenaufgang ist im Original erhalten und wurde 1981 ebenfalls restauriert. Der Geschäftsbereich nördlich des Durchgangs ist in zwei Räume aufgeteilt, in denen sich heute ein Restaurant befindet.
Für die beiden oberen Stockwerke sind die ursprünglichen Baupläne noch weitgehend verfügbar. Aus ihnen ist zu entnehmen, dass dort höchstwahrscheinlich Büroräume angesiedelt waren. 1980 wurde die erste Etage in ein Apartment umgewandelt und der dritte Stock in kleinere Räume aufgeteilt. Im Zuge der Restaurierung wurde das erste Stockwerk 1981 in zwei Apartments unterteilt, wobei ein wesentliches Ziel in der Wiederherstellung der ursprünglichen Optik bestand. Im dritten Stock wurde ein einzelnes Apartment eingerichtet.

## Historische Bedeutung
Das Gebäude stammt aus der Zeit der Stadtgründung und ist neben der Union Chapel eines von nur noch zwei in Oak Bluffs verbliebenen Bauwerken des Architekten und Erfinders Samuel Pratt. Es ist ein herausragendes Beispiel für die viktorianisch-gotische Architektur, da es alle wichtigen Designmerkmale dieses Stils aufweist. Dazu gehören insbesondere der mehrstöckige Vorbau mit geschnitzten Ornamenten an den Balustraden, die reich verzierten Fenstergiebel, die geschnitzten Ortgänge und die verschnörkelten Bögen. Kommerziell erfolgreich war Pratt allerdings mit der Erfindung und Patentierung einer Nähmaschine.
Vor 1866 gab es dort, wo sich heute die Stadt Oak Bluffs befindet, nichts außer einem bereits 1835 eingerichteten, berühmt-berüchtigten Methodisten-Camp bei Wesleyan Grove. In den 1860er Jahren zog dieser eine große Zahl von Besuchern der Mittelschicht an, die aus Boston und den umgebenden Städten kamen und den Ort als Sommerfrische nutzten; 1868 gab es bereits rund 600 vermietete Zelt- und Wohngrundstücke.
1866 wurde daher von sechs Personen, von denen vier von der Insel stammten, die Oak Bluff Land & Wharf Company gegründet, um diese Anzugskraft durch Gründung eines säkularen Urlaubsortes in wirtschaftlichen Profit zu verwandeln. Die Gesellschaft erwarb von ihrem Mitgründer Shubael Norton ein 75 Acres (30,4 ha) großes Grundstück, das unmittelbar an das Gebiet der Methodisten angrenzte. 1867 errichtete das Unternehmen einen kleinen Schiffsanleger im Nantucket Sound und teilte das ihr zur Verfügung stehende Land in insgesamt 1000 einzelne Parzellen auf.
Sie engagierten den Bostoner Landschaftsarchitekten Robert Morris Copeland, um die Straßen und das grundsätzliche Layout der neuen Gemeinde zu entwerfen. Copeland war bis zu diesem Zeitpunkt vor allem bekannt für Friedhöfe in Concord, Waltham und Gloucester, die er in den 1850er Jahren gemeinsam mit H. W. S. Cleveland entworfen hatte. Sein Entwurf für Oak Bluffs (bis 1907 Cottage City) war möglicherweise die erste, in jedem Fall jedoch eine der ersten Planungsarbeiten für Wohngebiete in den USA überhaupt.
Die Gründung der Land & Wharf Company führte bei den Methodisten zu Befürchtungen, dass die Gelassenheit und Zweckbestimmung des Camps durch die säkularen Aktivitäten in der unmittelbaren Nachbarschaft kompromittiert werden könnten. Sie drohten damit, das Camp zu verlegen, konnten jedoch von der Gesellschaft durch die Zusicherung beruhigt werden, die Baugrundstücke nur unter notariell festgehaltenen Einschränkungen – von denen einige bis heute gültig sind – zu verkaufen. So durften die Grundstücke ausschließlich zur Errichtung von Familien-Wohnhäusern genutzt werden, der Konzessionsgeber behielt das Recht auf Verweigerung oder Wiederverkauf, kein Alkohol durfte hergestellt oder verkauft werden und Glücksspiel, die Herstellung von Gütern sowie der Handel waren verboten. Zudem wurde der heilige Sabbat bewahrt, indem sonntags keine Schiffe anlegen durften und Restaurants geschlossen bleiben mussten.
In den ersten beiden Jahren verkauften sich die Grundstücke allerdings nur langsam, so dass 1867 erst fünf Häuser errichtet worden waren. 1868 folgten weitere sieben Häuser und 30 Zelte, 1869 konnten dann 60 neue Häuser gebaut werden. Die von den Methodisten errichteten Häuser im gotischen Stil wurden von den neuen Siedlern zum Vorbild genommen, sodass die meisten der Häuser in Oak Bluffs ebenfalls diesen Stil aufwiesen.
Um 1870 hatte die Land & Wharf Company so viel Vertrauen in ihr Vorhaben gewonnen, dass sie damit begann, selbst Häuser zu errichten. Das erste in dieser Reihe war das 1871 fertiggestellte und ebenfalls von Samuel Pratt entworfene The Arcade, in dem das Unternehmen seine Büroräume einrichtete und von dort den Aufbau der Stadt steuerte. Der ebenerdige Durchgang in der Mitte des Gebäudes verband das Methodisten-Camp mit dem Zentrum des Gewerbegebiets von Oak Bluffs.
Das Gebäude The Arcade hatte vielfach wechselnde Eigentümer, bis es 1922 vollständig in das Eigentum von William H. Pearson überging. Es war das erste Haus im späteren Gewerbegebiet der Stadt und ist bis heute das herausragendste Gebäude an der Circuit Avenue. Von 1879 bis zu Beginn des 20. Jahrhunderts enthielt es die örtliche Poststation, später auch die Bibliothek und mehrfach wechselnde Geschäfte. Bis heute wird es als Geschäftsgebäude genutzt.